# NHK山口宮野テレビ中継局
NHK山口宮野テレビ中継局（エヌエイチケイやまぐちみやのテレビちゅうけいきょく）は、山口県山口市に置かれていたNHK山口放送局のテレビジョン中継局である。

## 中継局概要
- 当中継局は、山口県山口市宮野上の山口市スポーツの森東方に置かれ、鴻ノ峰からの電波が届きにくい宮野上（七房・石丸地域）をカバーしていた。

| 放送局名          | チャンネル | 空中線電力           | ERP                 | 放送対象地域 | 放送区域内世帯数 | 偏波面   |
| NHK山口総合テレビ | 59ch       | 映像500mW /音声125mW | 映像2.8W /音声700mW | 山口県       | 約-世帯          | 水平偏波 |
| NHK山口教育テレビ | 61ch       | 映像500mW /音声125mW | 映像2.8W /音声700mW | 全国         | 約-世帯          | 水平偏波 |

- 2011年7月24日をもってすべて廃止された。デジタルテレビ放送については非該当である。